# سانتا کروز د مامپوکس
سانتا کروز د مامپوکس (به اسپانیایی: Santa Cruz de Mompox) شهری در شمال کلمبیا است که در بخش بولیوار واقع شده‌است.این شهر در سال ۱۹۹۵ در فهرست میراث جهانی یونسکو به ثبت رسید.

## خصوصیات
سانتا کروز د مامپوکس ۶۲٬۱۴۰ نفر جمعیت دارد و ۱۰ متر بالاتر از سطح دریا واقع شده‌است.